# Charles François Paul Le Normant de Tournehem
Vous pouvez aider à l'améliorer ou bien discuter des problèmes sur sa page de discussion.
- Il ne cite pas suffisamment ses sources. Vous pouvez indiquer les passages à sourcer avec {{référence nécessaire}} ou {{Référence souhaitée}}, et inclure les références utiles en les liant aux notes de bas de page. (Marqué depuis avril 2024)
- Certaines informations devraient être mieux reliées aux sources mentionnées dans la bibliographie ou les liens externes. Améliorez sa vérifiabilité en les associant par des références. (Marqué depuis avril 2024)

- Archive Wikiwix
- Bing
- Cairn
- DuckDuckGo
- E. Universalis
- Gallica
- Google
- G. Books
- G. News
- G. Scholar
- Persée
- Qwant
- (zh) Baidu
- (ru) Yandex
- (wd) trouver des œuvres sur Wikidata

Charles Le Normant de Tournehem, né le 30 décembre 1684 à Paris (France) et mort le 27 novembre 1751 est un financier français.

## Biographie
Le Normant de Tournehem est fermier général. Grâce à l'influence de Madame de Pompadour, il devient directeur général des bâtiments du roi, académies et manufactures de 1745 à sa mort, succédant à Philibert Orry.
Le Normant de Tournehem serait le père biologique de Jeanne-Antoinette Poisson, future marquise de Pompadour. Il en devient le tuteur légal lorsque son père légal est contraint de quitter la France en 1725. Il l'élève avec soin et la marie en 1741 à son neveu, Charles-Guillaume Lenormant d'Étioles.
En 1747, il organise un concours de peintures à la galerie d'Apollon du palais du Louvre auquel participent, entre autres, Charles Antoine Coypel, premier peintre du roi, Jacques Dumont et Collin de Vermont. En 1749, il commande à Jacques Dumont deux toiles, La Générosité et La Paix, pour décorer le salon du château de la Muette ; ces deux toiles sont plus tard déposées au musée du Louvre.

## Iconographie
- Charles François Le Normant de Tournehem, huile sur toile de Louis Tocqué (1750).
- Messire Charles François Le Normant de Tournehem, gravure de Nicolas-Gabriel Dupuis (1755) d'après Tocqué.